# Kosuke Hara
Kosuke Hara (japanisch 原 康介 Hara Kosuke; * 3. August 2005 in der Präfektur Aichi) ist ein japanischer Fußballspieler.

## Karriere
Kosuke Hara erlernte das Fußballspielen in der Schulmannschaft der Nagoya High School. Seinen ersten Vertrag unterschrieb er am 1. Februar 2024 bei Hokkaido Consadole Sapporo. Der Verein aus Sapporo spielt in der ersten Liga. Sein Erstligadebüt gab er am 2. März 2024 (2. Spieltag) im Auswärtsspiel gegen Sagan Tosu. Bei der 4:0-Niederlage wurde er in der 69. Minute für Ryōta Aoki eingewechselt. Sein erstes Erstligator schoss er am 4. Spieltag. Bei dem Heimspiel am 16. März 2024 gegen den FC Machida Zelvia schoss er in der 84. Minute den Anschlusstreffer zum 2:1. Am Ende der Saison 2024 belegte der mit Hokkaido den 19. Tabellenplatz und musste somit in die zweite Liga absteigen.